# Tim Howard
Timothy Matthew „Tim“ Howard (* 6. März 1979 in North Brunswick Township, New Jersey) ist ein ehemaliger US-amerikanischer Fußballtorwart und jetziger -funktionär. Zuletzt spielte er seit März 2020 beim Memphis 901 FC in der USL Championship, bei dem er auch Miteigentümer und Sportdirektor ist. Mit 354 Einsätzen in der Premier League ist er der Rekordspieler des FC Everton.

## Karriere

### Im Verein

#### Anfänge in New Jersey
Tim Howard ist der Sohn eines afroamerikanischen Vaters und einer ungarischen Mutter, die nach dem Volksaufstand 1956 in die USA emigriert war. Tim Howard wuchs in armen Verhältnissen in New Jersey auf. Seine Karriere als Fußballprofi begann direkt nach der Highschool. Er spielte für die North Jersey Imperials in der United Soccer Leagues (USISL).

#### Major League Soccer
1998 nahm ihn die Major League Soccer (MLS) unter Vertrag, die ihn bei den NY/NJ MetroStars unterbrachte. Für dieses Team spielte er bis 2003. Howard war zunächst Ersatztorwart hinter Tony Meola, später hinter Mike Ammann, rückte aber zur Nummer eins auf, als Ammann vor der Saison 2001 verkauft wurde. Gerade weil er oft hinter einer miserablen Metro-Abwehr spielte, zeigte er überzeugende Leistungen bei großem Einsatz. So wurde er 2001 zum „Goalkeeper of the Year“ (Torhüter des Jahres) der MLS sowie in den Jahren 2001 und 2002 in die „MLS Best XI“ (Mannschaft des Jahres) gewählt.

#### Premier League

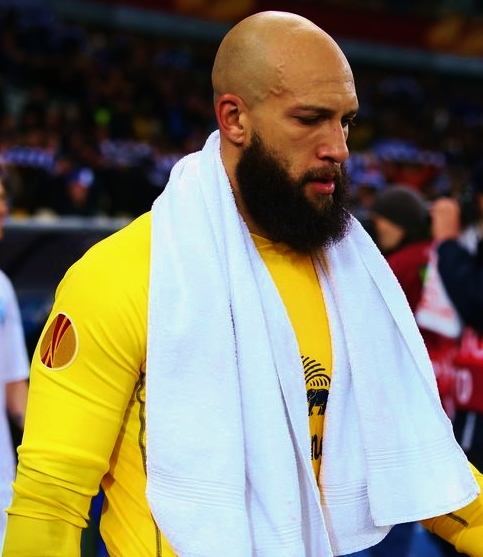
Tim Howard beim FC Everton (2015)

Zur Mitte der MLS-Saison 2003 nahm Manchester United Howard unter Vertrag, wo er den französischen Nationalspieler Fabien Barthez ersetzte. Er wurde damit der erste US-Amerikaner, der für die erste Mannschaft von Manchester United zum Einsatz kam. Sein Start beim neuen Verein fiel erfreulich aus; er hielt den entscheidenden Elfmeter im Supercup-Spiel gegen Arsenal. Später in der Saison kam er außer Form und verschuldete leichtfertig das Tor für den FC Porto, das für United das Ausscheiden in der Champions League bedeutete. Nach einer Denkpause eroberte sich Howard aber den Stammplatz im Tor von Roy Carroll zurück und holte sich im englischen Pokalfinale seinen ersten Titel auf der Insel. In seiner ersten Saison wurde er auch in die englische Mannschaft des Jahres („PFA Best XI“) gewählt und war in diesem virtuellen Team der einzige Spieler von Manchester United.
Im zweiten Jahr in Manchester gab es im Tor viele Wechsel zwischen Howard und Carroll, da beiden eine Reihe von Patzern unterliefen. Am Ende der Saison unterzeichnete Howard einen neuen bis 2009 gültigen Vertrag mit United. Der Verein gab im Sommer 2005 seine beiden Konkurrenten im Tor (Ricardo López Felipe und Carroll) frei – kaufte aber kurz darauf den erfahrenen niederländischen Torwart Edwin van der Sar. Das verärgerte Howard derart, dass er in einem Interview angab, er hätte seinen neuen Vertrag nicht unterzeichnet, wenn er auch nur geahnt hätte, dass van der Sar auf dem Weg zu United war.
Im Mai 2006 einigte sich sein Verein mit dem FC Everton über ein Ausleihgeschäft für die Saison 2006/07. Im Februar 2007 wurde aus dem Leihvertrag ein direkter Vertrag und Howard unterschrieb für fünf Jahre beim FC Everton. Am 4. Januar 2012 gelang ihm beim 1:2 im Spiel gegen die Bolton Wanderers kurioserweise ein Treffer für seinen Klub, als er nach einem Rückpass innerhalb des Sechzehnmeterraums aus einer Torentfernung von annähernd 100 Metern zum zwischenzeitlichen 1:0 traf.
Am 15. Spieltag der Saison 2013/2014 absolvierte Howard sein 250. Ligaspiel für den FC Everton im Spiel gegen den FC Arsenal, die Partie endete mit 1:1.

#### Rückkehr in die USA
Am 20. März 2016 wurde bekannt, dass Howard in die Major League Soccer zurückkehrt und einen Vertrag über drei Jahre bei den Colorado Rapids unterschrieben hat. In den Spielzeiten 2016, 2017, 2018 und 2019 kam er auf 102 MLS-Einsätze.
Im Oktober 2019 erklärte Howard zunächst sein Karriereende. Anfang März 2020 unterschrieb er beim USL-Championship-Franchise Memphis 901 FC, bei dem er Miteigentümer und Sportdirektor ist, einen Vertrag für die Saison 2020. Nach Ablauf der Saison verkündete Howard im Alter von 40 Jahren das Ende seiner Profikarriere.

### In der Nationalmannschaft

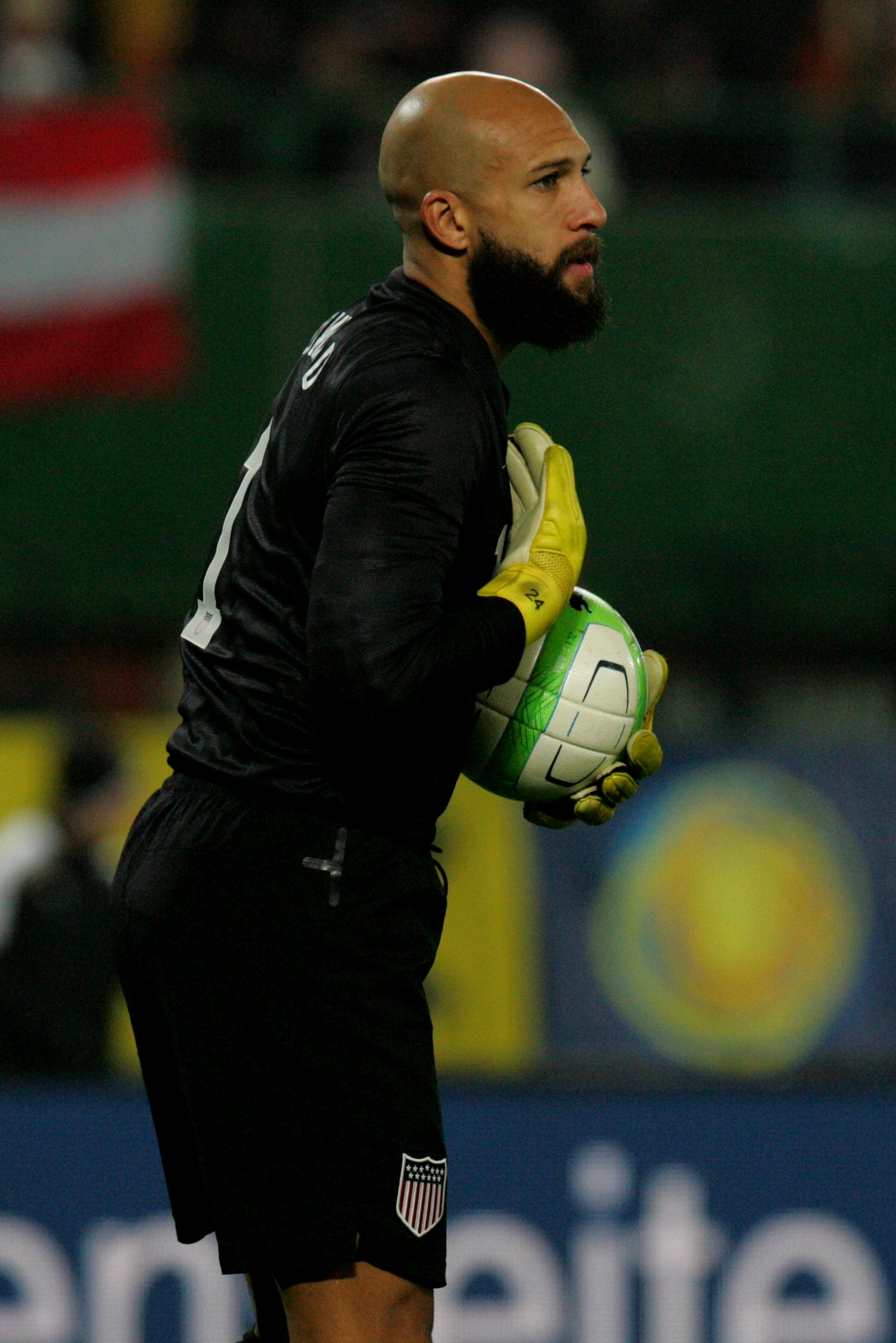
Tim Howard 2013 beim Freundschaftsspiel gegen Österreich

Für die USA spielte Howard erstmals bei der U-20-WM 1999 in Nigeria. Bei den Olympischen Sommerspielen 2000 war er zweiter Torhüter hinter Brad Friedel. Am 10. März 2002 hatte er gegen Ecuador seinen ersten A-Einsatz. Bis Anfang 2006 spielte er 15-mal international für die Nationalmannschaft der USA.
Dabei hatte er das Pech, dass vor ihm mit Friedel (der seine Karriere allerdings im Februar 2005 beendete) und mit dem ehemaligen Borussia-Mönchengladbach-Keeper Kasey Keller zwei ebenfalls hochklassige Torhüter in der Nationalelf standen bzw. stehen. Beim Confed-Cup 2009 stand Howard bei allen 5 Spielen der USA im Tor. Nachdem er im ersten Spiel einige Schwächen gezeigt hatte, war er bei seinen weiteren Einsätzen im Turnierverlauf besser organisiert und kam so zu einigen Glanzparaden. Mit der Nationalmannschaft kam er bis ins Finale des Wettbewerbs. Er wurde mit dem Golden Glove Award als bester Torhüter geehrt.
Auch für die in Südafrika ausgetragene Fußball-Weltmeisterschaft 2010 wurde er in den US-amerikanischen Kader aufgeboten. Als Stammtorhüter absolvierte er alle vier Partien seines Heimatlandes über die volle Spielzeit und qualifizierte sich als Sieger der Gruppe C mit den Soccer Boys für das Achtelfinale, bei dem er mit den Vereinigten Staaten nach der Verlängerung gegen Ghana unterlag und somit aus dem Turnier ausschied.
Er gehört zu den wenigen Stammspielern, an denen der seit 2011 amtierende US-Nationaltrainer Jürgen Klinsmann festgehalten hat.
Bei der Fußballweltmeisterschaft 2014 in Brasilien leistete Howard, der abermals als Stammtorhüter in das Turnier gegangen war, Historisches: Am 1. Juli 2014 parierte er im WM-Achtelfinale gegen Belgien 16 Torschüsse, so viel wie kein Torwart bei einer Weltmeisterschaft seit 1966. Die US-amerikanische Nationalmannschaft verlor das Spiel dennoch knapp mit 1:2 in der Verlängerung.
Mit seinem 103. Einsatz beim WM-Vorrundenspiel gegen Deutschland löste er Kasey Keller als Rekordtorhüter der USA ab, der es zwischen 1990 und 2007 auf 102 Länderspiele gebracht hatte. Diesen Rekord konnte Howard bis zum Ende seiner Nationalmannschaftskarriere noch auf insgesamt 121 Einsätze ausbauen.
Howard machte sein letztes Spiel für die US-Nationalmannschaft bei der 1:2-Niederlage gegen Trinidad und Tobago am 11. Oktober 2017. Durch diese Niederlage verpasste die amerikanische Auswahl die Qualifikation für die Weltmeisterschaft 2018 in Russland.

## Trivia
Tim Howard hat seit seiner Kindheit das Tourette-Syndrom. Er hat plötzliche Muskelzuckungen an einem Arm, einem Auge oder am Hals, manchmal auch an einigen Muskeln gleichzeitig. Nur wenn der Ball in seine Nähe kommt, ist nichts davon zu spüren. 2001 erhielt er von der MLS den Titel „Humanitarian of the Year“ (deutsch etwa „Wohltäter des Jahres“) für seine Arbeit mit am Tourette-Syndrom erkrankten Kindern. Howard engagiert sich außerdem als Botschafter bei Show Racism the Red Card. Howard ist bekennender Christ und gehört dem Zweig Athletes in Action der Organisation Campus Crusade for Christ International an. Seit 2009 gehört er zudem zur Show-Basketball-Truppe Harlem Globetrotters.

## Erfolge

### In der Nationalmannschaft
- FIFA-Konföderationen-Pokal: Finalist 2009[18]
- CONCACAF Gold Cup: 2005, 2007, 2013

### Im Verein
- FA-Cup-Sieger: 2004
- Englischer Ligapokalsieger: 2006
- Community-Shield-Sieger: 2003

### Individuell
- MLS Humanitarian of the Year (1): 2001
- MLS Goalkeeper of the Year (1): 2001
- MLS Best XI (2): 2001, 2002
- PFA Premier League Team of the Year (1): 2003–2004
- U.S. Soccer Athlete of the Year (2): 2008, 2014
- MLS All-Star Game MVP (1): 2009
- Goldener Handschuh des FIFA-Konföderationen-Pokal 2009 (Golden Glove)
- Top 10 IFFHS World’s Best Goalkeeper (3): 2003, 2009, 2010
- Best Save CONCACAF Gold Cup (1): 2011
- CONCACAF Goalkeeper of the Year (1): 2013[19]
- Nickelodeon Kids’ Choice Sports Award for Best Save (1): 2014